# 徳永交差点
徳永交差点（とくながこうさてん）は、福岡県京都郡みやこ町にある椎田道路の交差点。本交差点から南側が自動車専用道路に指定されており、みやこ豊津ICに接続する。当交差点を有料道路の出入口として見る場合は徳永交差点出入口と呼ばれる。

## 設備
徳永交差点では国道10号及び福岡県道58号椎田勝山線と接続している。その北側に椎田道路一般部の起点である辻垣交差点（行橋バイパスに接続）があり、2014年12月12日までは築城ICと椎田ICの途中にある椎田TBのみで通行料金を徴収していたため、辻垣交差点から徳永交差点を経て築城ICまでの区間は事実上、無料で通行することが可能であった。
2014年12月13日にみやこ豊津ICが供用開始したことにより東九州自動車道と接続し、行橋IC方面への通行が可能となったが、同時に料金所も設置されたため徳永交差点から築城ICまでの無料通行は不可能となった。また、徳永交差点 - みやこ豊津IC間は事実上みやこ豊津ICのランプウェイとして機能するようになった。

## 隣
E10 国道10号椎田道路
徳永交差点 - (3) みやこ豊津IC